# Una gran aventura
Una gran aventura (títol original: No Small Affair) és una pel·lícula estatunidenca dirigida per Jerry Schatzberg, estrenada l'any 1984. Ha estat doblada al català.

## Argument
Charles (Jon Cryer), un jove fotògraf amateur de 16 anys, fa accidentalment una foto de Laura (Demi Moore), una atractiva dona de 22 de la qual s'enamora immediatament.

## Repartiment
- Jon Cryer: Charles Cummings
- Demi Moore: Laura Victor
- George Wendt: Jake
- Peter Frechette: Leonard
- Elizabeth Daily: Susan
- Ann Wedgeworth: Joan Cummings
- Jeffrey Tambor: Ken
- Tim Robbins: Nelson
- Hamilton Camp: Gus Sosnowski
- Jennifer Tilly: Mona
- Tate Donovan: Bob
- Rick Ducommun: GroomGroom